# Rebel in the Rye : Aux origines de l'Attrape-cœurs
Pour plus de détails, voir Fiche technique et Distribution.
Rebel in the Rye : Aux origines de l'Attrape-cœurs (Rebel in the Rye) est un film américain écrit, coproduit et réalisé par Danny Strong, sorti en 2017. Il s’agit d'un film biographique sur l'écrivain américain J. D. Salinger. Adapté du livre J. D. Salinger: A Life de Kenneth Slawenski, il raconte une partie de sa jeunesse, sa vie pendant la Seconde Guerre mondiale, ainsi que sa romance avec Oona O'Neill et la publication de son livre L'Attrape-cœurs (The Catcher in the Rye, 1951).
C’est le premier long-métrage de l’acteur en tant que scénariste et réalisateur. Il est sélectionné en hors compétition « Premieres » et projeté en avant-première mondiale en janvier 2017 au festival du film de Sundance.

## Fiche technique
- Titre original : Rebel in the Rye
- Titre français : Rebel in the Rye : Aux origines de l'Attrape-cœurs
- Réalisation et scénario : Danny Strong, d’après le livre J. D. Salinger: A Life de Kenneth Slawenski
- Musique : Bear McCreary
- Direction artistique : Dina Goldman
- Décors : Maki Takenouchi
- Costumes : Deborah Lynn Scott
- Photographie : Kramer Morgenthau
- Montage : Joseph Krings
- Production : Bruce Cohen, Trent Luckinbill, Thad Luckinbill, Jason Shuman, Molly Smith et Danny Strong
- Société de production : Black Label Media ; West Madison Entertainment (coproduction)
- Société de distribution : IFC Films
- Pays de production :  États-Unis
- Langue originale : anglais
- Format : couleur
- Genre : drame biographique
- Durée : 106 minutes
- Dates de sortie :
  - États-Unis : 24 janvier 2017 (festival de Sundance) ; 15 septembre 2017 (sortie nationale)
  - France : 17 juin 2018 (vidéo à la demande)

## Distribution
- Nicholas Hoult (VF : Emmanuel Garijo) : J. D. Salinger
- Zoey Deutch (VF : Audrey Sablé) : Oona O'Neill, la fille du dramaturge Eugene O'Neill et la partenaire romantique du jeune Salinger
- Kevin Spacey (VF : Gabriel Le Doze) : Whit Burnett, un lecteur à l’université Columbia, éditeur du magazine Story et le mentor du jeune Salinger
- Sarah Paulson (VF : Louise Lemoine Torrès) : Dorothy Olding, l’agent fidèle ayant supporté toute la carrière du jeune Salinger
- Brian d'Arcy James : Giroux
- Kate Rodman : la secrétaire de Giroux
- Victor Garber (VF : Guy Chapelier) : Sol Salinger, le père de Salinger
- Hope Davis (VF : Ivana Coppola) : Miriam Salinger, la mère de Salinger
- Lucy Boynton (VF : Leslie Lipkins) : Claire Douglas
- James Urbaniak : Gus Lobrano
- Adam Busch : Nigel Bench
- Jefferson Mays : William Maxwell
- Bernard White (VF : Martial Le Minoux) : Swami Nikhilananda
- Will Rogers (VF : Tony Marot) : Herb Kaufman
- Alexander Garmendia : le soldat américain
- Kelsey Healey : un des jeunes du groupe d’adolescents
- Matt Gorsky : Benny, le clarinettiste

## Distinctions
Nomination et sélection
- Festival du film de Sundance 2017 : sélection hors compétition « Premieres »